# Elaeagnus liuzhouensis
Elaeagnus liuzhouensis — вид квіткових рослин з родини маслинкових (Elaeagnaceae). Поширення: Китай (Гуансі).

## Біоморфологічна характеристика
Це вічнозелений кущ. Колючки відсутні; молоді гілки густо іржаво-лускаті. Ніжка листка коричнева, 6–8 мм; листова пластинка зворотноланцетно-еліптична, 5.5–7.5 × 2–2.8 см, знизу сірувато-біла луската, зверху густо зірчаста в молодому віці, бічних жилок 7–9 з кожного боку середньої жилки, знизу підняті, злегка вдавлені зверху, основа вузько клиноподібна, край загнутий і городчастий, верхівка гостра. Квітки часто по 1–3 в пазухах, жовтувато-білі, зовні лускаті. Квітконіжка ≈ 4 мм, тонка. Трубка чашечки трубчасто-лійчаста, 4–4.5 мм; частки овально-трикутні, ≈ 3 × 2 мм, всередині світло-біло лускаті. Цвітіння: грудень і січень.